# Llengua regional
Una llengua regional és una llengua parlada tradicionalment en una regió i que no és la llengua majoritària de l'estat.
La definició de la Carta Europea de les Llengües Regionals o Minoritàries diu:
Per l'expressió llengües regionals o minoritàries, hom entén les llengües:
1. usades tradicionalment en un territori d'un estat per naturals d'aquest estat que constitueixin un grup numèricament inferior a la resta de la població de l'estat; i
2. diferents de la llengua o de les llengües oficials d'aquest estat.

Per tant, no s'inclouen ni els dialectes de les llengües oficials ni les llengües dels immigrants.

## Català, llengua regional
El català és un cas especial dintre de les llengües regionals de la Unió Europea. Per una banda, té algunes de les característiques de llengua minoritària: dintre del domini lingüístic pràcticament tothom coneix la llengua oficial de l'estat i, en canvi, una part de la població no coneix la catalana. Per altra banda, el català és llengua oficial d'un estat sobirà, Andorra, i de tres comunitats autònomes espanyoles, al costat del castellà. A més, té un gran nombre de parlants. És de llarg la llengua regional europea més estesa, amb més parlants que les quatre que li venen immediatament darrere juntes, i més que algunes de les llengües oficials de la Unió.

## Llengües oficials i alhora regionals
Una llengua oficial en un estat pot ser que sigui alhora una llengua regional en un altre estat. Per exemple:
- Català, oficial a Andorra i regional a Espanya, França i Itàlia.
- Alemany, oficial a Alemanya, Àustria, Bèlgica, Liechtenstein, Luxemburg i Suïssa; i regional a Dinamarca i Itàlia.
- Danès, oficial a Dinamarca, i regional a Alemanya.
- Hongarès, oficial a Hongria, i regional a Romania.
- Italià, oficial a Itàlia, i regional a Croàcia, Eslovènia i Suïssa.